# Finnhamn
Finnhamn es un grupo de islas en el archipiélago de Estocolmo. Esta en el municipio de Österåker y se encuentra al este de Ingmarsö y al oeste de Husarö. El nombre se deriva de los botes de Finlandia, que llegaban a un puerto natural en su camino hacia y desde Estocolmo.
Un rico comerciante de carbón construyó una casa aquí en 1915, que es ahora un albergue juvenil que está abierto todo el año. Finnhamn fue comprado por la ciudad de Estocolmo en 1943.
Dos empresas, Cinderellabåtarna y Waxholmsbolaget, han establecido los servicios de ferry a las islas. El trayecto dura alrededor de dos horas y media desde el centro de Estocolmo.
Otras instalaciones en Finnhamn son cabañas en alquiler,  un restaurante abierto por temporadas y una tienda.